# Larix laricina
Larix laricina, el alerce tamarack, alerce del Canadá, lárice americano o alerce oriental es una especie arbórea de la familia de las pináceas, originario del norte de Estados Unidos y Canadá. Otros nombres con los que se conoce, en inglés, son American larch ("alerce americano"), black larch ("alerce negro"), red larch ("alerce rojo"), eastern tamarack ("tamarack oriental"), hackmatack y mélèze laricin. El nombre de Tamarack proviene del lenguaje algonquina de los nativos americanos, quienes le dieron nombre a esta especie.

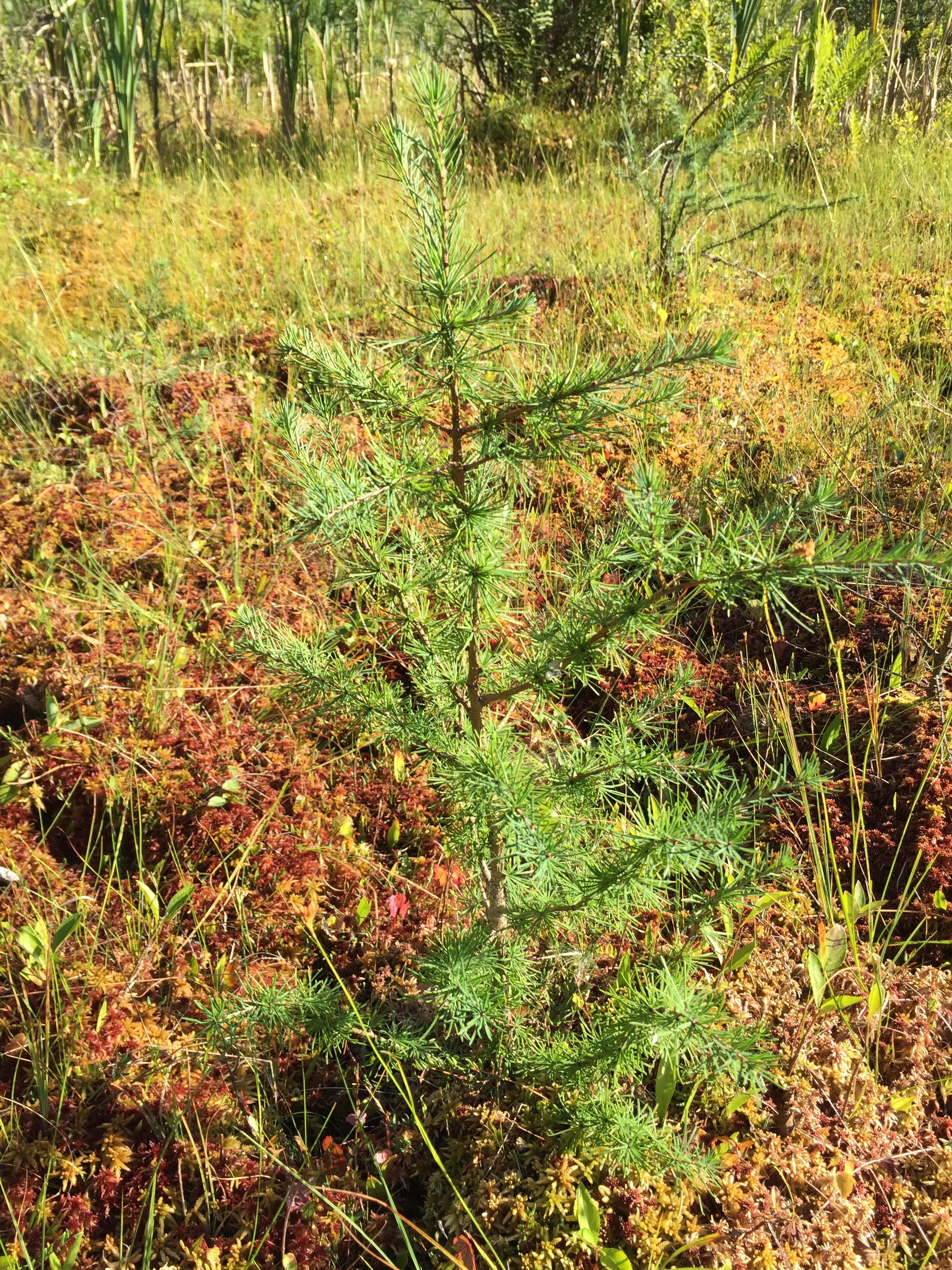
Ejemplar joven con escala de colores

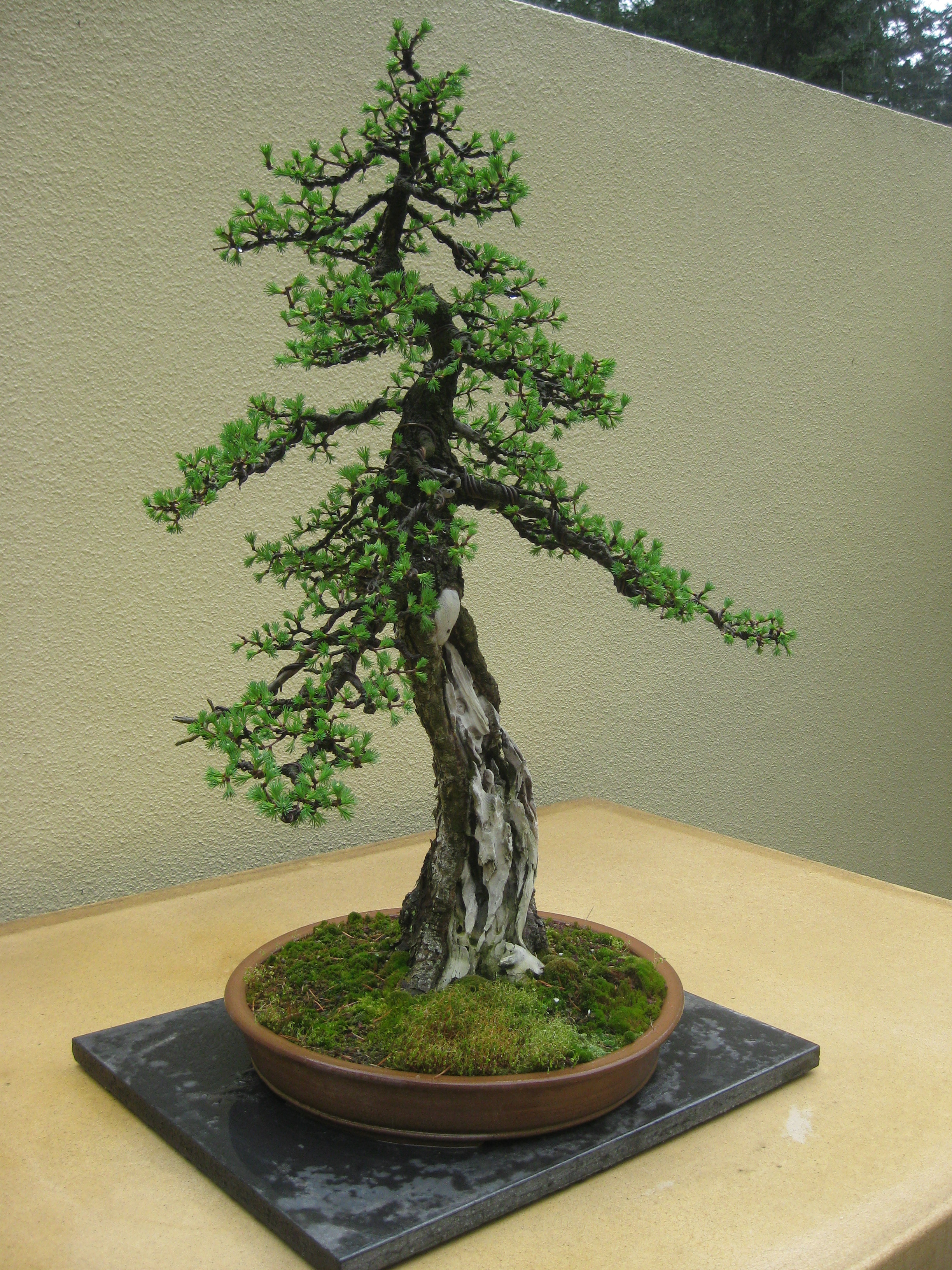
Bonsái de Larix laricina

## Descripción
Se trata de un caducifolio, árbol  conífero de pequeño a mediano tamaño, que llega a los 10 o 20 m de altura, con un tronco de hasta 60 cm de diámetro. La corteza es firme y escamosa, marrón, pero bajo la corteza de escamas se puede ver un  color rojizo. Las  hojas son como agujas, de 2-3 cm de largo, de color azul-verde, volviéndose de color amarillo brillante antes de que caigan en el otoño, dejando el color rosado pálido desnudo de los  brotes de color marrón hasta la próxima primavera. Las agujas se fabrican en espiral sobre tallos largos que impulsan leñosos y densos racimos de brotes. Los conos son los más pequeños de cualquier alerce, sólo de entre 1 y.3 cm de largo, con 12 a 25 semillas en escalas, de color rojo brillante, volviéndose de color marrón durante  la apertura para la liberación de semillas cuando maduran, 4-6 meses después de polinización.

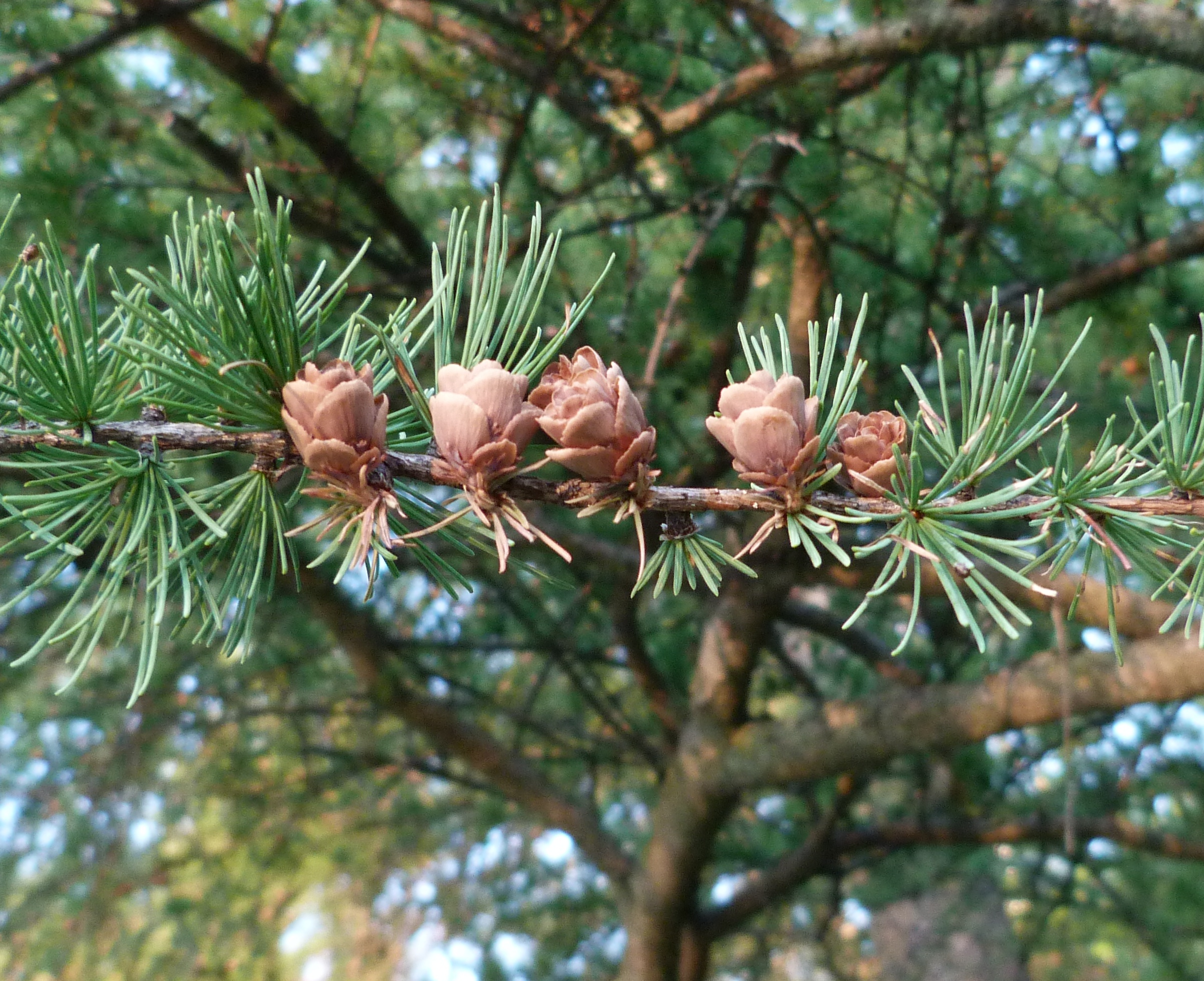
El follaje de los alerces orientales de forma cónica.

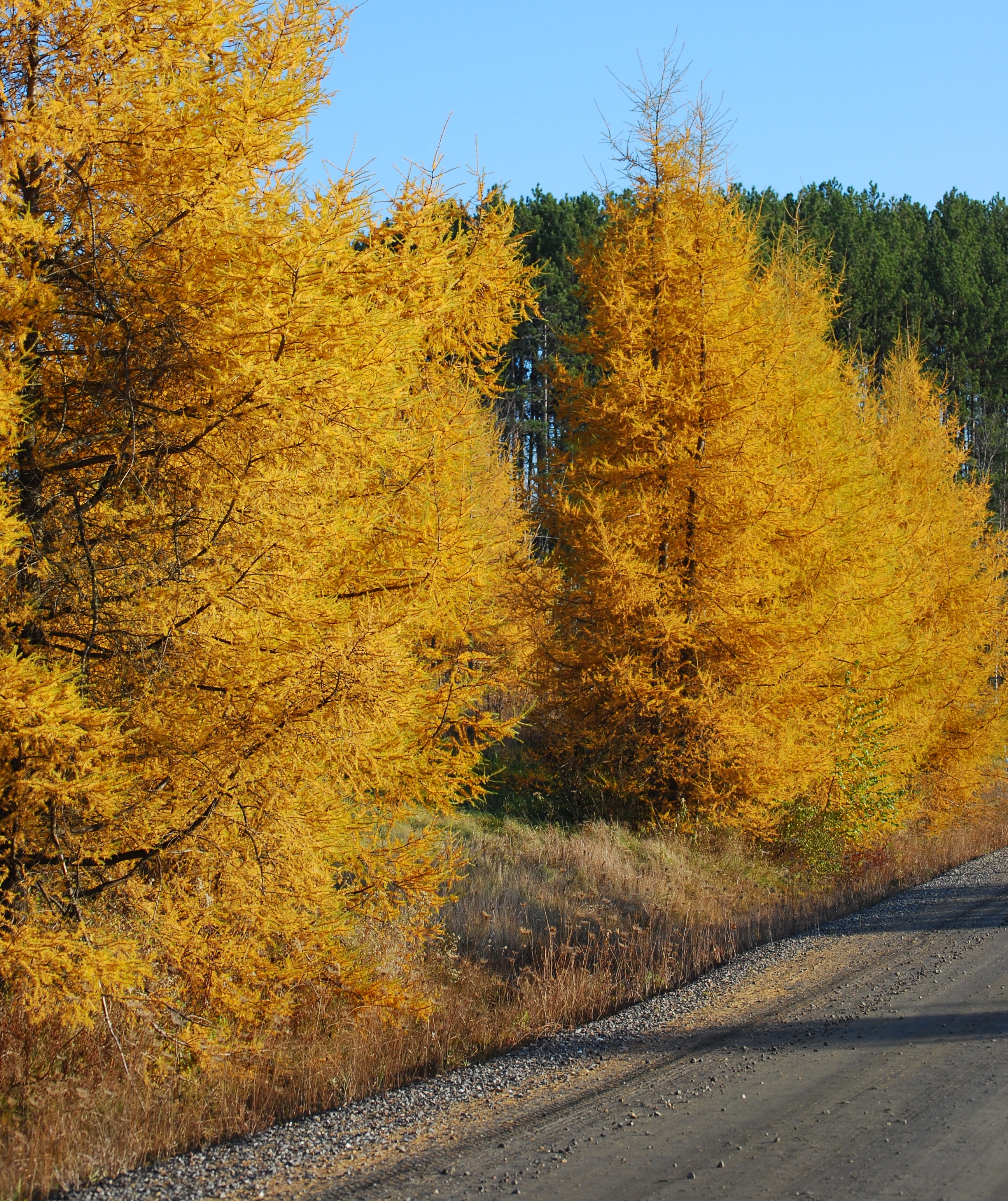
Follaje de otoño

## Distribución y hábitat
Desde el este de Yukón y los Territorios del Noroeste al este, incluyendo la Isla de Terranova, y también hacia el sur en el noreste de Minnesota hasta los pantanos de Cranesville, en Virginia Occidental. Además existe una población aislada de alerces en el centro de Alaska. 

## Ecología
Es muy tolerante al frío, capaz de sobrevivir a temperaturas de invierno hasta por lo menos de -65 °C, y suele reproducirse en el Ártico formando líneas de árboles en el borde de la tundra. Los árboles en estas condiciones climáticas severas son más pequeños que los de más al sur, a menudo con sólo 5 m de altura. Los alerces orientales se encuentra comúnmente en pantanos, aunque también de vez en cuando crece en suelos secos y arenosos. Aunque es extremadamente tolerantes a diferentes tipos de suelo, el alerce oriental es muy sensible a la sombra, por lo que a menudo es empujado a zonas más marginales por especies más vigorosas. 
Una vez que se establecen los primeros ejemplares en una zona, y forman un entorno o comunidad, rápidamente se arman carrizales de alerces, dado que es una especie típicamente invasora temprana.
La población de Alaska central, separada de la población oriental del Yukón por una brecha de unos 700 km, se trata como una variedad distinta la Larix laricina. Algunos botánicos la diferencian como variación alaskensis, aunque otros argumentan que no existen suficientemente diferencias entre sí como para poder ser distinguidas.

## Usos
Su madera es resistente y duradera, pero también flexible en tiras delgadas, y fue utilizado por la gente algonquina para hacer raquetas de nieve  y otros productos donde se requiere tenacidad. Los nudos naturales ubicados en los tocones y las raíces, son muy preferidos para la creación de bordes y esquineros en las embarcaciones de madera.
También se cultiva como  árbol ornamental en los jardines en las regiones frías, y es un árbol favorito como bonsái. Los alerces orientales fueron utilizados hasta 1917 en Alberta para marcar la esquina noreste de las secciones o manzanas dentro de los municipios señalizados. Estos árboles eran utilizados por los inspectores, porque en ese momento, la madera muy resistente al deterioro,  era fácilmente disponibles en el monte y era liviana para transportar.
De acuerdo a ‘El uso Aborigen de Plantas del bosque boreal del noroeste de Canadá’, la corteza interna del alerce oriental también ha sido utilizada como un emplasto para el tratamiento de cortes y heridas infectadas, forúnculos por problemas de congelamiento y hemorroides. La corteza exterior y las raíces también se dice que han sido utilizadas como plantapara el tratamiento de artritis, el frío y en general dolores y molestias.
El alerce oriental es el árbol emblemático de los Territorios del Noroeste de Canadá. Se menciona en el cuento de Ernest Hemingway 'El Batallador' del libro In Our Time. También es el nombre de un campo de tenis y de fútbol en White Mountains (New Hampshire) de Nuevo Hampshire a cargo de la familia del esquiador Bode Miller, y del Tamarack Resort y la zona de esquí del centro de Idaho. 

## Taxonomía
Larix laricina fue descrito por Philip Miller y publicado en Dendrologie 2(2): 263. 1873.
Etimología
Larix: nombre genérico que proviene del término latíno larix que significa "alerce, lárice".
laricina: epíteto larix.
Sinonimia
- Abies microcarpa (Lamb.) Lindl.
- Larix alaskensis W.Wight
- Larix americana Michx.
- Larix fraseri Curtis ex Gordon
- Larix intermedia (Du Roi) Lodd. ex J.Forbes
- Larix microcarpa (Lamb.) J.Forbes
- Larix rubra Steud.
- Larix tenuifolia Salisb.
- Pinus intermedia Du Roi
- Pinus laricina Du Roi
- Pinus larix var. alba Castigl.
- Pinus larix var. americana Pall.
- Pinus larix var. nigra Castigl.
- Pinus larix var. rubra Castigl.
- Pinus microcarpa Lamb.[8]